# Mario Rigoni Stern
Mario Rigoni Stern, nato Mario Rigoni (Asiago, 1º novembre 1921 – Asiago, 16 giugno 2008), è stato un militare e scrittore italiano.
Il suo romanzo più noto è Il sergente nella neve (1953), un'autobiografia della ritirata di Russia. Legatissimo alla sua terra, l'altopiano di Asiago, dalla quale si allontanò solamente durante il periodo in cui servì come militare durante la seconda guerra mondiale, era discendente dell'ultimo cancelliere della federazione dei Sette Comuni. Primo Levi lo definì «uno dei più grandi scrittori italiani».

## Biografia

### Tra le due guerre
Mario Ilario Rigoni nacque ad Asiago, sull'altopiano dei Sette Comuni, il 1º novembre 1921, da Giovanni Battista e Annetta Vescovi, terzo di sette figli (di cui una femmina). I Rigoni, contraddistinti dal soprannome "Stern" (in seguito divenuto secondo cognome), facevano parte della media borghesia ed erano da diverse generazioni impegnati nei commerci con la pianura, in cui esportavano prodotti di malga, pezze di lino, lana, manufatti in legno. Lui stesso venne alla luce sopra la bottega di famiglia, in uno stabile all'angolo tra via Dante e piazza Risorgimento. Anche la casata materna aveva un certo prestigio, avendo dato notai, avvocati e patrioti.
Durante l'infanzia predilesse la vita all'aria aperta, trascorrendo il tempo tra i pastori e la gente di montagna, e imparò presto a sciare. Frequentò la scuola fino ai quindici anni, concludendo gli studi con la terza avviamento professionale per poi lavorare nel negozio di famiglia. Per quanto riguarda la formazione letteraria, conobbe a scuola i romanzi di avventura di Salgari e Verne, accanto ai classici di Dante, Manzoni e Nievo, ma lesse anche per conto proprio Conrad, Stevenson, Tolstoj, Frescura, Lussu, Monelli.
Affascinato dai miti della Grande Guerra e dell'alpinismo eroico (ma anche per far fronte ai problemi finanziari della famiglia), nel 1938 presentò domanda per entrare nella Scuola di alpinismo di Aosta da cui, dopo una dura selezione, uscì con la specializzazione di sciatore-rocciatore. Tra i suoi istruttori si segnalano il maestro di sci Gigi Panei, la guida alpina Renato Chabod e l'alpinista Giacomo Chiara.

### Seconda guerra mondiale
Promosso caporalmaggiore, combatté come alpino nella divisione Tridentina, nel battaglione "Vestone", al confine con la Francia al tempo dell'entrata in guerra dell'Italia nel 1940 al fianco della Germania, poi nell'ottobre dello stesso anno sul fronte greco-albanese, infine in Russia, una prima volta nel gennaio del 1942, una seconda nel luglio dello stesso anno, salutando ancora nel maggio l'aggressione militare con le parole: «Non vi è stata una guerra più giusta di questa contro la Russia sovietica: sì, questa guerra che facciamo è come una crociata santa e sono contento di parteciparvi, anzi fortunato».
Gli indottrinamenti del regime fascista e le illusioni giovanili di Rigoni cadranno durante la disfatta e la ritirata degli alpini dalla Russia. Gli alpini erano rimasti abbandonati nella "sacca" sul fiume Don, privi di copertura aerea, di istruzioni e di comandanti, soggetti ai ripetuti attacchi dell'esercito sovietico. Il sergente Rigoni si sentì responsabile per i suoi uomini e si impegnò al massimo per riuscire a ripiegare con ordine e ricondurli in patria. Al rientro in Italia scoprì con rammarico che nessun giornale aveva parlato né dell'accaduto, né degli scontri e dei morti, anzi i reduci vennero quasi nascosti, per evitare che si sapesse della disastrosa campagna.
Fatto prigioniero dai tedeschi dopo la firma dell'armistizio di Cassibile (3 settembre 1943), rifiutò di aderire alla Repubblica Sociale di Mussolini e fu deportato come IMI in un campo di concentramento a Hohenstein (oggi Olsztynek), in Prussia orientale. Durante la prigionia tenne un diario dove annotò le sue esperienze in guerra. Dopo la liberazione del campo durante l'avanzata dell'Armata Rossa verso il cuore della Germania, rientrò a casa a piedi attraversando le Alpi, dopo due anni di prigionia, il 5 maggio 1945.

#### La motivazione della Medaglia d'Argento al Valor Militare
Rigoni Mario di Giovanni Battista e di Vescovi Anna, da Asiago (Vicenza), classe 1921, sergente, 6º alpini, battaglione «Vestone».
Sottoufficiale di alti sentimenti, volontario, ardito, sprezzante del pericolo, durante l'attacco di una forte posizione avversaria, avuti inutilizzati i mortai d'assalto della sua squadra, assumeva il comando di un plotone fucilieri, che era rimasto senza ufficiale, portandolo arditamente sulla quota assegnata, infondendo in tutti ardimento, calma e serenità. Ferito leggermente fin dall'inizio dell'azione rifiutava di lasciare il reparto resistendo con mirabile tenacia ai reiterati contrattacchi dell'avversario. Durante la fluttuazione della lotta, con grande rischio della propria vita si lanciava a riprendere una arma automatica che aveva dovuto essere abbandonata riportandola in salvo. Fulgido esempio di eroico ardimento, capacità e di grande sprezzo del pericolo. Quota 236,7 di Kotowkij (fronte russo), 1º settembre 1942.

#### Campagna di Russia
La sua particolare sensibilità lo ha contraddistinto anche durante la campagna di Russia, iniziata con inconsapevolezza e baldanza e conclusa con una totale disillusione sulla politica dei regimi nazi-fascisti e sulla guerra.
A proposito di questa guerra dirà in seguito, cambiando drasticamente opinione rispetto al periodo in cui si arruolò volontario:
(da Ritratti: Mario Rigoni Stern di Carlo Mazzacurati e Marco Paolini)
E ancora:
(da Ritratti: Mario Rigoni Stern di Carlo Mazzacurati e Marco Paolini)

### Dopoguerra e attività letteraria

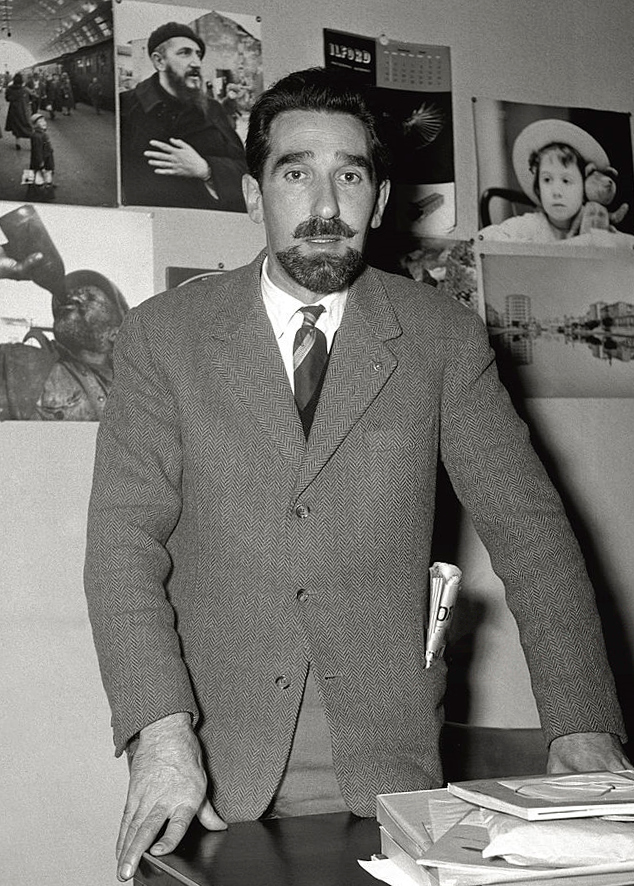
Mario Rigoni Stern nel 1958

Finita la guerra, Rigoni Stern ritorna ad Asiago, sua città natale, dove rimarrà a vivere fino alla morte, in una casa da lui stesso costruita. Nel 1946 si sposa con Anna dalla quale avrà tre figli. Viene assunto presso l'ufficio imposte del catasto del suo stesso comune; manterrà questo impiego fino al 1970 quando lo lascerà per ragioni di salute, soffrendo di problemi cardiaci. Da quel momento si dedicherà appieno all'attività di scrittore.
Esordisce come scrittore nel 1953, all'età di 32 anni, con il libro autobiografico Il sergente nella neve, pubblicato da Einaudi, in cui racconta la sua esperienza di sergente degli alpini nella disastrosa ritirata di Russia durante la seconda guerra mondiale. Con quest'opera egli si colloca all'interno della corrente narrativa neorealista. Il libro viene pubblicato su indicazione di Elio Vittorini, conosciuto da Rigoni Stern nel 1951, che suggerì alcune piccole modifiche stilistiche. Il testo è ricco di ricordi, immagini, storie che presentano analogie di situazioni, temi e umanità con i libri scritti da Primo Levi e Nuto Revelli, aventi come soggetto gli anni di guerra e le storie degli uomini che vissero quel periodo.
Nel 1956 viene eletto in Consiglio comunale ad Asiago con una lista che comprende liberali e comunisti e lascia la Democrazia Cristiana all'opposizione, risulterà il quinto degli eletti.
Nel novembre del 1964 tornerà in Consiglio comunale, sempre ad Asiago, nella lista di opposizione "Stretta fra due mani. Fratellanza, Libertà, Lavoro" e sarà l'unico consigliere della lista a sedere fra i banchi del Consiglio.
Alle elezioni politiche del 1968 si candiderà alla Camera dei Deputati nelle liste del PSIUP, ottenendo 881 preferenze e chiudendo terzo nella sua circoscrizione, non sarà eletto.
In occasione delle elezioni politiche del 1976 si candida come indipendente per il PCI nel collegio senatoriale di Bassano del Grappa, chiudendo al secondo posto e senza essere eletto.
Nel 1977 viene insignito della cittadinanza onoraria di Vestone, col merito di aver raccontato ne Il sergente nella neve le gesta degli alpini del "Battaglione Vestone" durante la ritirata di Russia del '43.
Sul finire degli anni sessanta collabora alla sceneggiatura de I recuperanti, film per la televisione del 1970 girato da Ermanno Olmi sulle vicende delle genti dell'altipiano all'indomani della seconda guerra mondiale. Successivamente pubblica altri romanzi nella sua terra natale e ispirati a grande rispetto, amore per la natura e alla sua passione venatoria. Sono inoltre ben sottolineati nelle sue storie quei valori umani e ambientali che egli riteneva molto importanti. Sono questi i temi dei libri Il bosco degli urogalli (1962) e Uomini, boschi e api (1980).
Rigoni Stern fu un appassionato cacciatore, come dimostrano le sue opere dedicate al mondo venatorio. In particolare ricordiamo i celebri Racconti di caccia.
Lo scrittore ebbe la capacità di costruire emozioni profonde in poche righe nonché di descrivere il paesaggio con essenzialità. La narrazione dei luoghi è in sintonia profonda ed empatica con essi e il rapporto con l'ambiente naturale, piante e animali, è un rapporto di grande autenticità dove la natura è certamente armonia ma un'armonia costruita nell'equilibrio di varie forze contrastanti in continua lotta per l'esistenza. Nelle opere di Rigoni si notano influssi letterari di Joseph Conrad che scoprì da adolescente, di Hemingway di cui amò le opere, tanto che alcuni racconti di Rigoni Stern (Breve vita felice e Oltre i prati tra la neve) richiamano alcune opere dello scrittore statunitense. Sono evidenti anche altri riferimenti letterari: Tolstoj con le sue descrizioni del paesaggio russo, la steppa sconfinata, i villaggi di isbe, la povertà e la semplicità del mondo contadino. Alcuni episodi di opere di Tolstoj come I cosacchi e I racconti di Sebastopoli riaffiorano nelle pagine de Il sergente nella neve e di altri libri. Si nota pure la sensibilità di Čechov di cui Rigon Stern riprende due citazioni all'inizio di Arboreto salvatico. La sofferenza vissuta da Rigoni nei lager nazisti richiama anche l'esperienza dei gulag descritta da Varlam Šalamov ne I racconti di Kolyma.

### Ultimi anni
Per la sua sensibilità verso il mondo della natura e della montagna l'11 maggio 1998 l'Università di Padova gli ha conferito la laurea honoris causa in scienze forestali e ambientali.
Nel 1999 gira con Marco Paolini un film-dialogo diretto da Carlo Mazzacurati, Ritratti: Mario Rigoni Stern. Nel film Rigoni Stern racconta la sua esperienza di vita, la guerra, il lager e il difficile ritorno a casa, ma anche il rapporto con la montagna e la natura. Il racconto come veicolo della memoria: per il sergente è doloroso ma fondamentale per portare agli altri la propria esperienza.
In un'intervista con Giulio Milani nel 2002 Rigoni Stern afferma:
(da Non è la Borsa che deve governare)
Nel 2003 associazioni ambientaliste e dedicate alla salvaguardia della montagna lo propongono come senatore a vita, ma lo scrittore vicentino, dalla sua residenza di Asiago, declina l'offerta dichiarando:
Nel novembre del 2007 gli viene diagnosticato un tumore al cervello; prima di morire si fa accompagnare dai figli sui luoghi a lui più cari dell'Altopiano: a Vezzena e a Marcesina in particolare. Durante la malattia chiede di non essere ricoverato in ospedale, desiderio che viene soddisfatto.
Mario Rigoni Stern muore il 16 giugno 2008, poco meno di cinque mesi prima di compiere 87 anni. Per sua stessa volontà la notizia della morte verrà data solo a funerali celebrati. Donò le stesure manoscritte e dattiloscritte di diverse sue opere al Centro per gli studi sulla tradizione manoscritta di autori moderni e contemporanei dell'Università di Pavia.

## Opere
- Il sergente nella neve. Ricordi della ritirata di Russia, Torino, Einaudi, 1953, Premio Viareggio Opera Prima[14]. Premio Bancarellino 1963.
- Il bosco degli urogalli, Torino, Einaudi, 1962.
- Quota Albania, Torino, Einaudi, 1971.
- Ritorno sul Don, Torino, Einaudi, 1973.
- Storia di Tönle, Torino, Einaudi, 1978. Premio Campiello[15] e Premio Bagutta.
- Uomini, boschi e api, Torino, Einaudi, 1980.
- L'anno della vittoria, Torino, Einaudi, 1985, ISBN 88-06-58990-3.
- Amore di confine, Torino, Einaudi, 1986, ISBN 88-06-59366-8.
- Semeghini a Burano, disegni di Pio Semeghini, fotografie di Ernesto Bachler, A cura di Sergio Grandini (Natale Mazzuconi), Lugano, 1987.
- Il magico kolobok e altri scritti, Torino, La Stampa, 1989, ISBN 88-7783-034-4.
- Il libro degli animali, Milano-Torino, Emme-Einaudi, 1990, ISBN 88-06-11754-8; Collana Collana ET Scrittori, Torino, Einaudi, 2022, ISBN 978-88-062-5465-0.
- Arboreto salvatico, Torino, Einaudi, 1991, ISBN 88-06-12743-8.
- Compagno orsetto, Trieste, Elle, 1992, ISBN 88-7068-436-9.
- Il poeta segreto, Valverde (Catania), Il Girasole Edizioni, 1992; Le Farfalle, 2018, ISBN 978-88-980-3945-6.
- Le voci del Trentino, Trento, La corda pazza, 1993.
- Aspettando l'alba, Genova, il melangolo, 1994.
- Le stagioni di Giacomo, Torino, Einaudi, 1995. ISBN 88-06-13886-3. Premio Grinzane Cavour, Premio Comisso 1996[16].
- Sentieri sotto la neve, Torino, Einaudi, 1998, ISBN 88-06-14900-8.
- Inverni lontani, Torino, Einaudi, 1999, ISBN 88-06-15340-4.
- Tra due guerre e altre storie, Torino, Einaudi, 2000, ISBN 88-06-15711-6.
- L'ultima partita a carte, Torino, Einaudi, 2002, ISBN 88-06-15630-6.
- Aspettando l'alba e altri racconti, Torino, Einaudi, 2004, ISBN 88-06-16817-7.
- Stagioni, Collana L'Arcipelago n.105, Torino, Einaudi, 2006, ISBN 88-06-18400-8.
- Quel Natale nella steppa, a cura di G.A. Cerrutti, Collana Nativitas n.46, Novara, Interlinea, 2006, ISBN 88-8212-582-3.
- Geometrie di civiltà. Gli urogalli di Bolley, Collana Cahier n.152, Museo Nazionale della Montagna, 2006, ISBN 978-88-737-6025-2.
- Dentro la memoria. Scritti dall'Altipiano, A cura di Giuseppe Mendicino, Rozzano (MI), Editoriale Domus, 2007.
- Ermanno Olmi e Mario Rigoni Stern, Il sergente nella neve. La sceneggiatura, a cura di Gian Piero Brunetta, Collana Supercoralli, Torino, Einaudi, 2008, ISBN 978-88-061-9475-8.
- Can de toso, mi fai morire. Ritratto della madre, A cura di Giuseppe Mendicino, Collana Quaderni di prosa e di invenzione, Milano, Henry Beyle, 2013, ISBN 978-88-976-0824-0.
- Il cardo di Tolstoj e altre prose letterarie, A cura di Giuseppe Mendicino, Collana Piccola biblioteca oggetti letterari, Milano, Henry Beyle, 2014, ISBN 978-88-976-0866-0.
- Lettere editoriali (1951-1980), a cura di Eraldo Affinati, Torino, Einaudi, 2018. [Edizione a tiratura limitata a 1000 copie].
- Storie vestonesi. Ricordi del "Sergente" (1974-1992), a cura e con una introduzione di Giancarlo Marchesi, Collana Confronti, Brescia, Grafo, 2018, ISBN 978-88-738-5985-7.

### Raccolte
- Storie dall'Altipiano, a cura e con un saggio introduttivo di Eraldo Affinati, Collana I Meridiani, Milano, Mondadori, 2003, ISBN 978-88-045-1346-9.
- I racconti di guerra, a cura dell'Autore, Introduzione di Folco Portinari, Collana ET Biblioteca n.17, Torino, Einaudi, 2006, ISBN 88-06-18115-7.
- Le vite dell'Altipiano. Racconti di uomini, boschi e animali, Introduzione di Giorgio Bertone, Collana ET Biblioteca n.39, Torino, Einaudi, 2008, 2015, ISBN 978-88-062-2561-2.
- Trilogia dell'Altipiano. Storia di Tönle. L'anno della vittoria. Le stagioni di Giacomo, Introduzione di Eraldo Affinati, Collana Super ET, Torino, Einaudi, 2010, ISBN 978-88-062-0414-3.
- Racconti di caccia, Collana Super ET, Torino, Einaudi, 2011, ISBN 978-88-06-20783-0.

### Interviste
- Attualità della Grande Guerra. Conversazioni di Mimmo Sacco con Alberto Monticone e Mario Rigoni Stern, Udine, Gaspari, 2005, ISBN 978-88-754-1038-4.
- Storia di Mario. Mario Rigoni Stern e il suo mondo, Conversazione a cura di Giulio Milani, Collana Margini a fuoco, Massa, Transeuropa, 2008, ISBN 978-88-758-0042-0; Prefazione di Paolo Cognetti, Transeuropa, 2017, ISBN 978-88-987-1678-4.
- Il coraggio di dire no. Conversazioni e interviste 1963-2007, A cura di Giuseppe Mendicino, Collana ET Saggi, Torino, Einaudi, 2013, ISBN 978-88-06-21793-8.
- Marisa Dalla Costa, Mario Rigoni Stern. L'intervista, Prefazione di Tomaso Montanari, La Compagnia del Libro, 2023, ISBN 979-12-807-9916-6.

### Curatele
- Aa.Vv., La guerra della naia alpina, Milano, Ferro Edizioni, 1967. [col testo di Rigoni Stern Tra fango e tormente, prima redazione di Quota Albania ].
- Aa.Vv., 1915-1918. La guerra sugli altipiani. Testimonianze di soldati al fronte, Prefazione di Carlo Azeglio Ciampi, Vicenza, Neri Pozza Editore, 2001, ISBN 978-88-730-5763-5.

### Prefazioni
- Attilio Frescura, Diario di un imboscato, Collana Grandi Testimonianze, Milano, Mursia, 1981.
- Nelson Cenci, Ritorno. La drammatica esperienza degli alpini sul fronte russo raccontata da uno di loro, Milano, Rizzoli, 1981.
- Fiabe del Trentino Alto Adige, scelte e tradotte da Brunamaria Dal Lago, Collana Oscar n.2012, Milano, Mondadori, 1989, ISBN 978-88-043-1991-7.
- Attilio Boccazzi-Varotto, Il Museo dei Cuchi. Fischietti in terracotta di tutto il mondo raccolti nel Museo di Cesuna sull'Altopiano di Asiago, Collana I Grandi Libri, Priuli & Verlucca, 1992.
- Tina Merlin, La casa sulla Marteniga, Padova, Il poligrafo, 1993, ISBN 88-7115-027-9.
- Giorgio Roggero, Lungo il Don: fiume di guerra, fiume di pace, Milano, Feltrinelli, 1998.
- AA.VV., La memoria della Grande Guerra nelle Dolomiti, Collana Storica, Udine, Gaspari, 2001, ISBN 978-88-863-3857-8.
- Gil Emprin, Les carnets du capitaine Bulle. L'homme derrière la légende, La Fontaine de Siloé, 2002.
- Luigi Cornaro, Trattato de la vita sobria (1558), Edizioni Il Polifilo, 2004.
- Pasqualino Bongiovanni, A sud delle cose, Lebeg, 2006.

### Opere su Mario Rigoni Stern
- Marie Hélène Angelini, L'esemplificazione del concetto cassoliano di "sub-limine" e la denuncia antibellica nella narrativa di Mario Rigoni Stern, Sabatia, 1995.
- Pierantonio Gios, Lettere dal fronte. La corrispondenza di Mario Rigoni Stern e di altri ragazzi dell'altipiano, a cura di Giuseppe Mendicino, Asiago, Tipografia Moderna, 2015.
- Giuseppe Mendicino, Mario Rigoni Stern. Vita, guerre, libri, Priuli & Verlucca, 2016, ISBN 9788880687610.
- Alex Bardascino - Luciano Currieri, 100 anni di Mario Rigoni Stern, Mimesis, 2021, ISBN 9788857580395.
- Giuseppe Mendicino, Mario Rigoni Stern. Un ritratto, Laterza, 2021, ISBN 9788858145081.
- AA.VV., Mario Rigoni Stern. Cento anni di etica civile, letteratura, storia e natura, a cura di Giuseppe Mendicino, Ronzani, Dueville (VI), 2022, ISBN 9791259970800.

## Filmografia
- Ritratti: Mario Rigoni Stern di Carlo Mazzacurati (1999). Film-intervista con Marco Paolini.
- Alpini di Jean François Neplaz (2010). Film-documentario coproduzione Route 1 - Shellac Sud.
- Passano i soldati di Luca Gasparini (2001). Film-documentario che contiene testimonianze e letture dello scrittore di brani tratti da Il sergente nella neve e Ritorno sul Don.[17]
- La Grande Guerra sull'Altopiano di Asiago raccontata da Mario Rigoni Stern (2011). Documentario di Mirco Melanco e Federico Massa.
- Le Stagioni di Mario Rigoni Stern (2012) Documentario con testimonianze di Margherita Detomas.
- Il Sergente dell'Altopiano (2022) Documentario di Tommaso Brugin e Federico Massa.

## Teatro
Il sergente, di Marco Paolini, tratto da Il sergente nella neve, trasmesso su LA7 il 30 ottobre 2007.

## Riconoscimenti
Per le sue opere gli sono stati attribuiti numerosi premi letterari nazionali, tra i quali i premi:
- Nel 1953 riceve il Premio Viareggio.
- Nel 1979 vince il premio Bagutta.
- Nel 1979 gli viene assegnato il premio Campiello.
- Nel 1986 ha ricevuto il Flaiano.
- Nel 1996 gli viene assegnato il premio Grinzane Cavour.
- Nel 1997 ha vinto il premio Feltrinelli.[18]
- Nel 1998 gli è stato dedicato un asteroide, 12811 Rigonistern, scoperto nel 1996 dall'osservatorio astrofisico di Asiago nella stazione osservativa di Asiago Cima Ekar dall'astronomo Ulisse Munari.[19]
- Nel 2003 riceve il premio Chiara alla carriera.[20]
- Nel 2005 la Città di Montebelluna ha conferito la cittadinanza onoraria a Mario Rigoni Stern del quale cura la memoria, il legame con il territorio e la diffusione dei testi, con Incontri, Letture, Mostre e Spettacoli.[21]
- Nel marzo 2006 gli è stata conferita la cittadinanza onoraria di Firenze.[22]
- Nel 2006, su iniziativa di Giuseppe Mendicino, la Biblioteca civica di Bellusco (MI) è stata intitolata a Mario Rigoni Stern.
- Nel marzo 2007 l'Università degli studi di Genova gli ha conferito la laurea honoris causa in scienze politiche.
- Nel novembre 2007 riceve la commenda di accademico di Francia per la cultura e l'arte.
- Socio Onorario del Coro Brigata Cadore (3-11-2007)[senza fonte]
- Nel 2009 il comune di Montecchio Precalcino ha intitolato a suo onore una scuola primaria. Sempre nel 2009 il Club Alpino Italiano ha indetto un concorso fotografico in omaggio a Rigoni Stern dal titolo I grandi animali selvatici delle montagne italiane. L'anno seguente il concorso viene riproposto col tema Arboreto Salvatico: alberi e boschi naturali delle montagne italiane.
- Dal 2009 gli è stato intitolato il premio "Cardo d'oro".[23]
- Nel 2010 viene istituito il Premio Mario Rigoni Stern. Due sono le sezioni del premio, una riguardante la narrativa e una la saggistica. La sede del premio si alterna annualmente tra le città di Riva del Garda (dove si svolge il concorso per la narrativa) e di Asiago (per il premio per i saggi).[24] Il premio è stato interrotto nel 2023.
- Nel 2011 la città di Este (PD) ha intitolato un parco alla sua memoria.
- Nel 2012 l'istituto tecnico agrario di Bergamo viene a lui intitolato
- Nel 2015, l'istituto superiore di Asiago (ex Istituto Pertile) è stato intitolato allo scrittore.[25]
- Nel 2021 gli è stato dedicato un francobollo.[26]
- Lo stesso anno è inaugurata la parte ad arboreto del parco Millepini di Asiago, dedicata allo scrittore.[27]
- Sono state a lui intitolate strade a Codognè, Stroppari (frazione di Tezze sul Brenta), Taranto, Torre Pallavicina, Vigodarzere, Zevio e Carbonera.